# Reprezentacja Irlandii w hokeju na lodzie kobiet
Reprezentacja Irlandii w hokeju na lodzie kobiet – narodowa żeńska reprezentacja tego kraju. Należy do Dywizji Piątej.

## Starty w mistrzostwach świata
- 2011 – 35. miejsce

## Starty w igrzyskach olimpijskie
- Irlandki nigdy nie zakwalifikowały się do igrzysk olimpijskich.